# Лојзе Долинар
Лојзе Долинар (Љубљана, 19. април 1893. — Ичићи код Опатије, 9. септембар 1970) био је југословенски и словеначки вајар.

## Биографија
Рођен је 19. априла 1893. године у Љубљани. Завршио је кипарство на Уметничко-занатској школи у Љубљани, а студије је наставио на Академији ликовних уметности у Бечу, Минхену и Прагу. Први пут је излагао 1913. године. Имао је више самосталних изложби у Љубљани и Београду. Излагао је на бројним репрезентативним изложбама југословенске уметности у Паризу, Лондону, Амстердаму, Бриселу, Москви, Лењинграду, Братислави, Прагу, Варшави, Кракову, Будимпешти и осталим градовима.
Био је професор на Академији ликовних уметности у Београду од 1949. до 1959. године, а изабран је и за члана Словенске академије знаности и уметности у Љубљани. Уз вајарство бавио се и графиком.
Учествовао је 1957. на изложби савремене српске скулптуре, Галерија УЛУС-а, Београд.
Радио је скулптуре у камену на згради српских железница у Немањиној, споменику културе Републике Србије.
Умро је 9. септембра 1970. године у Ичићима код Опатије.

## Стваралаштво
Нека његова дела су:
- Споменик краљу Петру I, Љубљана, срушен после Другог светског рата
- Споменик Блаженопочившем Краљу Александру Ујединитељу, 1940, Љубљана[3]
- Споменик народноослободилачкој борби (1952-1953), Пријепоље
- Споменик отпора и страдања (1946-1955), Краљево
- Споменик револуцији“ (1959-1961), Крањ
- Спомен-биста Ламартину на ВрачаруСпоменик отпора и победе, Краљево